# Giorgi Natsarashvili
Pas d'image ? Cliquez ici

a Compétitions nationales et continentales officielles uniquement.

Dernière mise à jour le 26 mai 2020.
Georgi Natsarashvili, né le 1er avril 1986, est un joueur géorgien de rugby à XV jouant au poste de pilier.